# ジャウフ州
ジャウフ州（ジャウフしゅう、アラビア語: الجوف）はサウジアラビアの州。面積100,212 km²、人口595,822人（2022年国勢調査）。
サウジアラビアの北部に位置し、ヨルダンと国境を接する。州都はサカーカ。駐日サウジアラビア王国大使館は、ジョウフ州と表記している。

## 隣接州
- 北部国境州
- ハーイル州
- タブーク州
- マアーン県
- アンマン県
- ザルカ県
- マフラク県

## 下位行政区画

ジャウフ州の県

- سكاكا (مقر الإمارة) - 中心都市：サカーカ
- محافظة القريات
- محافظة دومة الجندل
- محافظة طبرجل